# اوکر (گسلار)
اوکر (به آلمانی: Oker) یک منطقهٔ مسکونی در آلمان است که در گسلار واقع شده‌است. اوکر ۵٬۵۹۹ نفر جمعیت دارد.